# Rhynchospora argentea
Rhynchospora argentea är en halvgräsart som beskrevs av Paul Carpenter Standley. Rhynchospora argentea ingår i släktet småag, och familjen halvgräs. Inga underarter finns listade i Catalogue of Life.